# Bataille des Aubiers (1793)
Pour les articles homonymes, voir Bataille des Aubiers.
Guerre de Vendée
Batailles
La première bataille des Aubiers se déroule le 13 avril 1793 lors de la guerre de Vendée. Elle s'achève par la victoire des Vendéens, qui prennent le bourg des Aubiers aux forces républicaines.

## Prélude
En mars 1793, la guerre de Vendée éclate à la suite d'une révolte contre la levée en masse. En quelques jours, le nord de la Vendée, le sud de la Loire-Inférieure et le sud-ouest du Maine-et-Loire tombent aux mains des insurgés. Dans le département des Deux-Sèvres, les patriotes sont en alerte, en particulier dans le bocage bressuirais, théâtre d'une première insurrection en août 1792. Mais la région, marquée par une lourde répression, demeure relativement calme jusqu'au début du mois d'avril.
Les forces républicaines chargées de contenir l'insurrection dans le nord des Deux-Sèvres sont placées sous le commandement du général Pierre Quétineau. Celui-ci établit son quartier-général dans la petite ville de Bressuire, d'où il effectue plusieurs expéditions dans les communes environnantes. Dans son mémoire justificatif, rédigé en mai, Quétineau écrit qu'il mène une première expédition sur Châtillon avec 2 000 hommes, où il met les insurgés en fuite et délivre plusieurs prisonniers. Quelques jours plus tard, avec 1 000 hommes, il surprend 2 000 insurgés à Saint-Mesmin, qui laissent 17 ou 20 tués. Il se porte ensuite à La Châtaigneraie pour assister le général Chalbos, puis il gagne Les Aubiers où il revendique la mort de « 60 brigands », pour seulement trois républicains tués. 
Cependant, les troupes républicaines sont affaiblies par des désertions en masse. Dans son mémoire, Quétineau affirme qu'il ne dispose plus que 2 000 hommes à la mi-avril, contre 4 000 un moins plus tôt. Ces derniers sont « des citoyens, des pères de famille de divers endroits, des paysans des campagnes voisines, des ci-devant et des domestiques de ci-devant ». Quétineau ne dispose d'aucune troupe de ligne et trois compagnies du 3e bataillon de volontaires des Deux-Sèvres, « braves mais non aguerris », constituent sa force principale. 
Le 2 avril 1793, Henri de La Rochejaquelein, un jeune noble domicilié au château de la Durbelière, dans la commune de Saint-Aubin-de-Baubigné, décide de rejoindre l'insurrection contre la levée en masse, étant concerné par le décret qui s'applique à tous les célibataires âgés de 18 à 40 ans. Il tente dans un premier temps de convaincre ses métayers de rejoindre le soulèvement, mais sans grand succès. 
Avec seulement une quarantaine d'hommes, La Rochejaquelein rejoint les insurgés angevins commandés par d'Elbée, Bonchamps et Stofflet et propose ses services,. Mais les chefs des révoltés, battus dans les Mauges par les forces républicaines du général Berruyer, sont en pleine retraite sur Tiffauges, et lui répondent qu'ils considèrent le soulèvement comme voué à l'échec,. La Rochejaquelein se résout alors à regagner son château de la Durbelière,. Cependant, la commune des Aubiers est occupée le même jour par la colonne du général Quétineau, qui disperse un petit rassemblement. Quelques paysans se rendent alors à la Durbelière et proposent à La Rochejaquelein de se mettre à leur tête, lui promettant près de 10 000 hommes au prochain rassemblement. Celui-ci accepte. Le lendemain, le tocsin retentit dans les environs de Châtillon-sur-Sèvre et plusieurs milliers de paysans se rassemblent au château de la Durbelière. À cette occasion, La Rochejaquelein prononce une harangue restée célèbre : « Si j'avance, suivez-moi ; si je recule, tuez-moi ; si je meurs, vengez-moi ! »,,,. Le 13 avril, les insurgés marchent sur Les Aubiers,. 

## Forces en présence
Selon les mémoires de la marquise Victoire de Donnissan de La Rochejaquelein, près de 8 000 à 10 000 hommes se présentent au rassemblement, mais seuls 200 sont armés de fusils de chasse, les autres n'ayant que des bâtons, des faux ou des faucilles,. Dans son mémoire justificatif, le général Quétineau affirme quant à lui avoir été attaqué par 10 000 à 12 000 insurgés. Les historiens Yves Gras, Jean Tabeur et Thérese Rouchette font cependant état de seulement 3 000 combattants,,. 
Du côté des républicains, le général Pierre Quétineau commande 2 000 à 2 500 gardes nationaux,, avec trois canons,.

## Déroulement
Le général Quétineau déploie ses troupes au Champ des Justices, au sud du bourg, et fait placer des guetteurs dans le clocher de l'église. Côté vendéen, le déroulement de la bataille est connu par les mémoires de la marquise Victoire de Donnissan de La Rochejaquelein et par celles d'un simple combattant, Jacques Poirier. Le général Quétineau donne peu d'informations dans son mémoire justificatif. Selon lui le combat s'engage à deux heures de l'après-midi et s'achève au bout de quatre heures.
Arrivés près du bourg, les insurgés suivent un chemin creux débouchant devant les Halles. Là, La Rochejaquelein divise sa troupe en deux groupes : il prend la tête du premier pour attaquer le Champ des Justices, tandis que l'autre doit se porter sur Nueil pour couper la retraite de l'adversaire. Dissimulés derrière les haies, les insurgés commencent alors à entourer les républicains en criant « Vive le Roi ! ». D'autres combattants, dont La Rochejaquelein avec une douzaine des meilleurs tireurs, prennent position dans des maisons et des jardins,. Réputé habile tireur, La Rochejaquelein lâche 200 coups dissimulé derrière une haie, ses compagnons lui passant des fusils tout chargés,.
Peinant à voir l'ennemi, Quétineau donne l'ordre à ses troupes de se replier sur le cimetière, qui dispose de hauts murs. Les canons sont également positionnés pour prendre la rue principale en enfilade. Cependant cette retraite apparente galvanise les paysans, tandis que le moral des républicains fléchit, d'autant qu'un caisson de poudre explose. Les insurgés se jettent alors soudainement sur les républicains et emportent les canons,. Surpris, les hommes de Quétineau paniquent et se replient en désordre sur Bressuire,. Le groupe d'insurgés positionné à Nueil se lance à leur poursuite et ne s'arrête qu'à deux lieues de la ville.

## Pertes
Dans son mémoire justificatif, le général Quétineau affirme que les pertes de ses troupes sont de près de 30 tués et de 52 blessés. La marquise Victoire de Donnissan de La Rochejaquelein écrit quant à elle dans ses mémoires que les républicains ont 70 tués, un plus grand nombre de blessés, et abandonnent leurs deux canons. Les mémoires anonymes d'un administrateur militaire républicain donnent un bilan de 130 morts ou blessés et trois canons perdus. L'historien Émile Gabory évoque 70 tués et trois canons perdus du côté des républicains.
Dans son rapport au ministre, le général Berruyer rapporte également la perte de trois petits canons, en précisant cependant que les hommes de Quétineau ont eu le temps de les enclouer. Selon, l'historienne Thérese Rouchette, les républicains abandonnent un canon et deux couleuvrines, ainsi que deux barils de poudre, plusieurs caissons, 1 200 fusils et 28 voitures d'approvisionnement divers. 
Du côté des Vendéens, le général Quétineau affirme que « l'ennemi eut 400 à 500 hommes de perte ». Cependant, les pertes sont faibles selon la marquise de La Rochejaquelein. Les blessés sont placés dans trois charretées qui sont conduites à Châtillon-sur-Sèvre.

## Conséquences
La Rochejaquelein ne poursuit pas Quétineau sur Bressuire, mais se tourne aussitôt vers Tiffauges, où il part renforcer l'armée d'Anjou, en difficulté,,,. Si le renfort qu'il apporte en hommes est modeste, le ravitaillement en poudre et en munitions, qui font grandement défaut aux insurgés, est en revanche décisif,,. La victoire de La Rochejaquelein aux Aubiers met en échec l'offensive de Berruyer dans les Mauges.